# 보름달

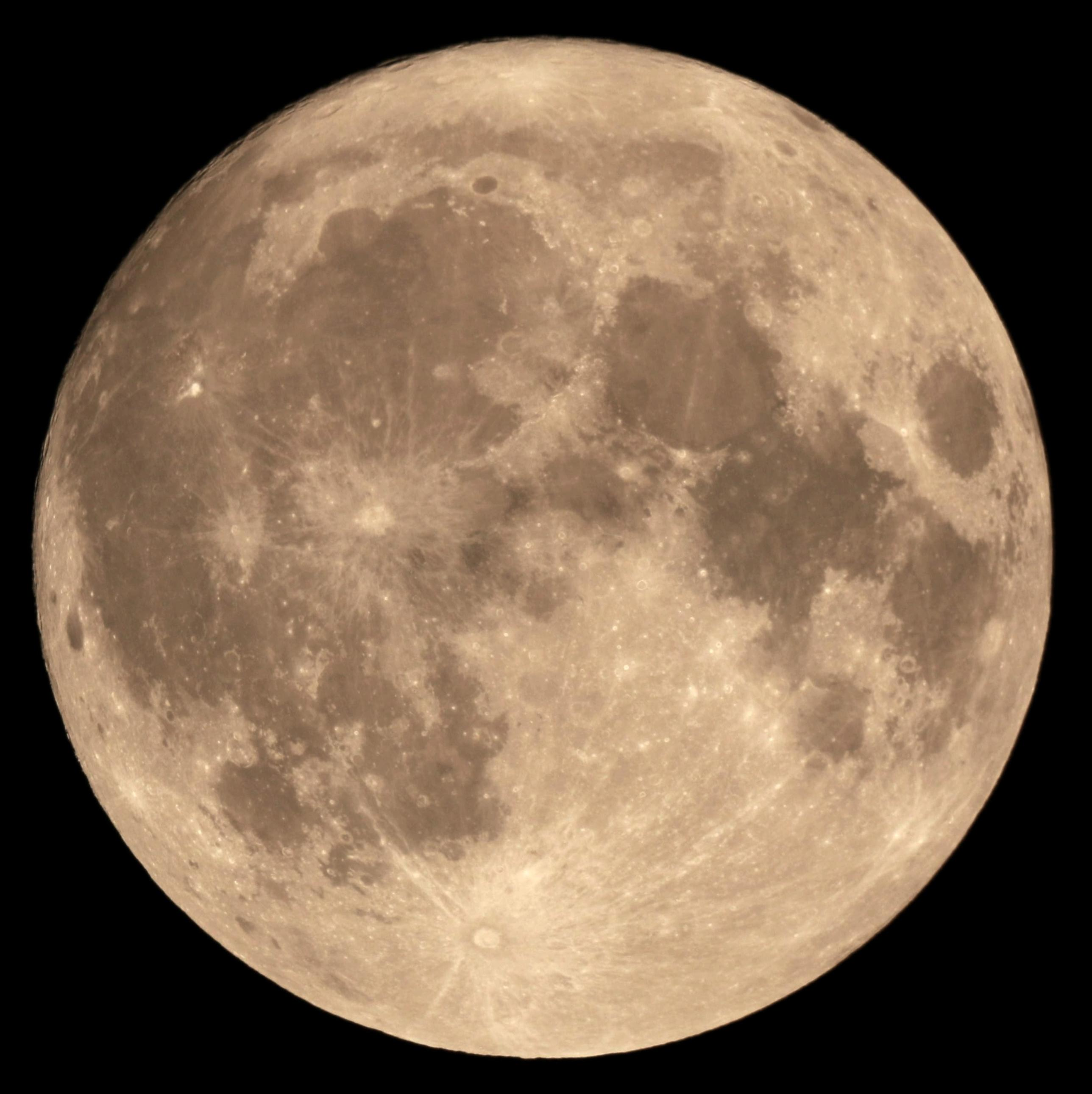
2016년 11월 14일 초 슈퍼문 지구 중심에서 떨어져 있으며 1948년 이래 가장 근접한 곳이다. 2034년까지는 다시 가까이 있지 않다.

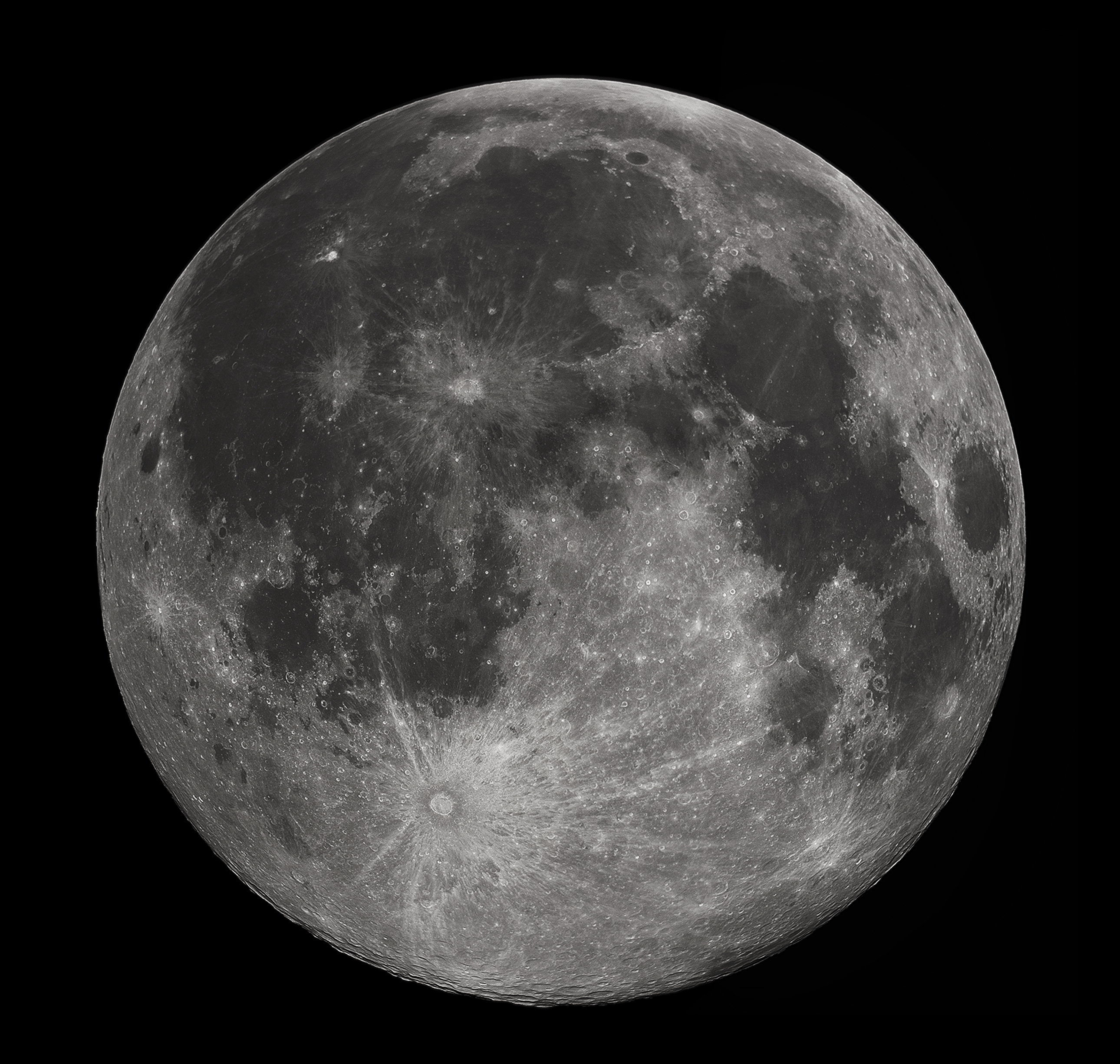
슈미트-카세그레인식 망원경을 통해 본 보름달 사진.

보름달(문화어: 옹근달, 영어: full moon)은 달이 태양과 지구의 서로 반대쪽에 위치할 때 지구에서 달의 전체 모습이 밝게 보이는 것을 말한다. 만월(滿月) 또는 망월(望月)이라고도 한다. 보름달의 밝기는 금성이 제일 밝을 때의 1500배에 달한다. 보름달 밝기는 태양 다음으로 밝은 -12등급이라고 한다.
한국에서는 예로부터 음력 1월 15일의 보름달을 정월대보름달이라고 하고, 음력 8월 15일 때의 보름달은 한가위(추석)이라고 부른다. 그리고 때로는 태양과 지구의 일직선 상에 놓이면 개기 월식 또는 부분 월식이 관측되기도 한다. 보름달은 저녁무렵에 동쪽하늘에서 뜨기 시작하여, 남쪽하늘에 다다랐을 무렵에는 한밤중이므로 벌써 하루가 지나고 만다. 그리하여 새벽무렵에는 서쪽하늘에서 보였다가 이른아침이 되면 서쪽으로 넘어간다.

## 기타
음력 15일에 항상 보름달이 뜨지는 않는다. 달은 지구 주위를 원에 가까운 타원형으로 공전하는데 (달의 공전 궤도 이심률은 0.05488이다.), 달이 원지점을 통과하는 경우에는 음력 16일, 17일에 보름달이 뜬다.
그리고 '태양 - 지구 - 달'의 위치로 배열될 때 보름달이 뜨게 되는데, 이는 월식이 일어나는 경우와 비슷하다. 하지만, 보름달이 뜰 때마다 월식이 일어나지 않는데, 그 이유는 지구의 공전 궤도와 달의 공전 궤도가 약 5도 정도 기울어져 있기 때문이다. '태양 - 지구 - 달'이 정확히 일직선이 됐을 때에 월식이 일어난다. 이는 신월과 일식의 경우에도 마찬가지이다.
또한, 보름달이 뜰 때에는 밀물과 썰물 사이의 높이 차이, 즉 조수간만의 차, 조차가 가장 크다. 이는 그믐달일 때에도 마찬가지이다.
2015년부터 한국에서는 크리스마스에 뜨는 보름달을 럭키문이라고 부르고 있다.

## 같이 보기
- 달
- 달의 위상
- 슈퍼문
- 블루문
- 신월